# Deutscher Fernsehpreis/Beste Schauspielerin Nebenrolle
Dieser Artikel listet die Nominierungen und die Gewinner des Deutschen Fernsehpreises in der Kategorie Beste Schauspielerin Nebenrolle von 1999 bis 2009 auf. Die Gewinner wurden in einer geheimen Abstimmung durch eine unabhängige Jury ermittelt.

## Geschichte
Von 1999 bis 2009 wurden stets unter der Kategorie Beste Schauspielerin Nebenrolle Schauspielerinnen ausgezeichnet, die als Nebendarstellerin in Filmen oder Serien mitwirkten. Eine Ausnahme war im Jahr 2007, damals wurden die beiden Kategorien Beste Schauspielerin Nebenrolle und Bester Schauspieler Nebenrolle zur Kategorie Beste Schauspieler Nebenrolle fusioniert. Jedes Jahr wurde von drei Nominierungen ein Preisträger bestimmt, 2007 jedoch von fünf Nominierungen.
Dieser Artikel befasst sich ausschließlich mit Kategorien, in den die Schauspielerinnen als Nebendarstellerin in Filmen und Serien mitwirkten. Der Artikel Deutscher Fernsehpreis/Beste Schauspielerin befasst sich mit den Kategorien, in den die Schauspielerinnen als Hauptdarstellerin in Filmen und seit 2016 ebenfalls in Serien mitwirkten. Die Serien-Hauptdarstellerinnen bzw. deren Kategorien wurden zuvor von 1999 bis 2006 einzeln ausgezeichnet und wird im Artikel Deutscher Fernsehpreis/Beste Schauspieler Serie behandelt.

### Rekorde
Die folgende Liste ist eine Aufzählung von Rekorden der häufigsten Nominierten und Gewinnern in der Kategorie Beste Schauspielerin Nebenrolle. Die Gewinner und Nominierten in den anderen Schauspielerinnen-Kategorien werden nicht mitgezählt.
| Statistik                          | Person                  | Anzahl | Jahr         |
| ---------------------------------- | ----------------------- | ------ | ------------ |
| Häufigste Auszeichnung             | Gabriela Maria Schmeide | 2      | 2004, 2007   |
| Häufigste Nominierungen (* = Sieg) | Nadeshda Brennicke      | 2      | 2002, 2005   |
| Häufigste Nominierungen (* = Sieg) | Gabriela Maria Schmeide | 2      | 2004*, 2007* |
| Häufigste Nominierung ohne Sieg    | Nadeshda Brennicke      | 2      | 2002, 2005   |

## Gewinner und Nominierte
Die folgende Tabelle, geordnet nach Jahrzehnten, listet alle Gewinner und Nominierte auf.

### 1990er
| Jahr | Preisträger | für den Film/die Filme und/oder für die Serie/Serien  | Sender      | Nominierung                                                                                       |
| ---- | ----------- | ----------------------------------------------------- | ----------- | ------------------------------------------------------------------------------------------------- |
| 1999 | Katrin Saß  | - Sperling und der brennende Arm - Ein Mann stürzt ab | - ZDF - ZDF | Angela Winkler für Die Bubi-Scholz-Story (ARD/WDR) Stefanie Stappenbeck für Dunkle Tage (ARD/WDR) |

### 2000er
| Jahr  | Preisträger             | für den Film/die Filme und/oder für die Serie/Serien           | Sender                                     | Nominierung |
| ----- | ----------------------- | -------------------------------------------------------------- | ------------------------------------------ | --- |
| 2000  | Anna Böttcher           | Jack’s Baby                                                    | Sat.1                                      | Corinna Harfouch für Stunde des Wolfs (ARD/WDR) Nina Petri für Nie mehr zweite Liga (ARD/WDR) |
| 2001  | Anna Thalbach           | Tatort: Kindstod                                               | ARD/WDR                                    | Cosma Shiva Hagen für Abschnitt 40 (RTL) und Bella Block: Schuld und Liebe (ZDF) Imogen Kogge für Sperling und das Krokodil im Müll (ZDF) |
| 2002  | Petra Zieser            | Kolle – Ein Leben für Liebe und Sex                            | ARD/WDR                                    | Nadeshda Brennicke für Polizeiruf 110: Silikon Walli (ARD/BR) Renate Krößner für Der König vom Block (ARD/BR) und Geliebte Diebin (ProSieben) |
| 2003  | Ulrike Kriener          | Männer häppchenweise                                           | ProSieben                                  | Julia Jäger für Der Anwalt und sein Gast (ARD/SWR) Anne Ratte-Polle für Doppelter Einsatz – Einer stirbt immer (RTL) |
| 2004  | Gabriela Maria Schmeide | Leben wäre schön                                               | ARD/BR                                     | Sandra Borgmann für Ein krasser Deal (ProSieben) und Tatort: Odins Rache (ARD/WDR) Barbara Philipp für Tatort: Das Böse (ARD/hr) |
| 2005  | Birge Schade            | - Hotte im Paradies - Delphinsommer - Katzenzungen             | - ARD/BR/WDR/Arte - ARD/WDR - ARD/NDR/Arte | Nadeshda Brennicke für Hotte im Paradies (ARD/BR/WDR/Arte) Katja Riemann für Küss mich, Hexe (Sat.1) |
| 2006  | Gisela Schneeberger     | - Leo - Silberhochzeit                                         | - ARD/BR - ARD/BR/Arte                     | Anja Antonowicz für Bella Block: Die Frau des Teppichlegers (ZDF) Gudrun Ritter für Bella Block: Das Glück der Anderen (ZDF) |
| 20071 | Gabriela Maria Schmeide | Die Flucht                                                     | ARD/BR/WDR/SWR/hr/Arte                     | Volker Bruch für Nichts ist vergessen (ARD/WDR) und Rose (ARD/BR/SWR/Arte) Anneke Kim Sarnau für Dr. Psycho (ProSieben) Ludwig Trepte für Guten Morgen, Herr Grothe (ARD/WDR) Roeland Wiesnekker für Blackout – Die Erinnerung ist tödlich (Sat.1) |
| 2008  | Silke Bodenbender       | - Eine folgenschwere Affäre - Das jüngste Gericht              | - ZDF - RTL                                | Karin Baal für Hurenkinder (ARD/NDR) Ina Weisse für Duell in der Nacht (ZDF) |
| 2009  | Anna Fischer            | - Die Rebellin - Wir sind das Volk – Liebe kennt keine Grenzen | - ZDF - Sat.1                              | Amelie Kiefer für Die Drachen besiegen (ARD/BR/NDR) Franziska Walser für Ein halbes Leben (ZDF/ORF) |

1 2007 wurde die beiden Kategorien Beste Schauspielerin Nebenrolle und Bester Schauspieler Nebenrolle zur Kategorie Beste Schauspieler Nebenrolle fusioniert. Somit wurde die beste weibliche oder männliche Nebenrolle in einer Kategorie ausgezeichnet.